# Coalición mora
En la política alemana, una coalición mora(en alemán: Brombeerkoalition) es una coalición de gobierno entre la Unión Demócrata Cristiana de Alemania (CDU, color negro), el Partido Socialdemócrata de Alemania (SPD, color rojo) y la Alianza Sahra Wagenknecht (BSW, color púrpura). Tales acuerdos se discutieron por primera vez debido a la posibilidad matemática de que surgiera una nueva coalición de gobierno de este tipo antes de las elecciones estatales en Sajonia y Turingia en 2024.
Mientras que las negociaciones de coalición en Sajonia fracasaron, el Gobierno Voigt, la primera coalición mora de Alemania, ha estado gobernando Turingia desde diciembre de 2024.

## Antecedentes

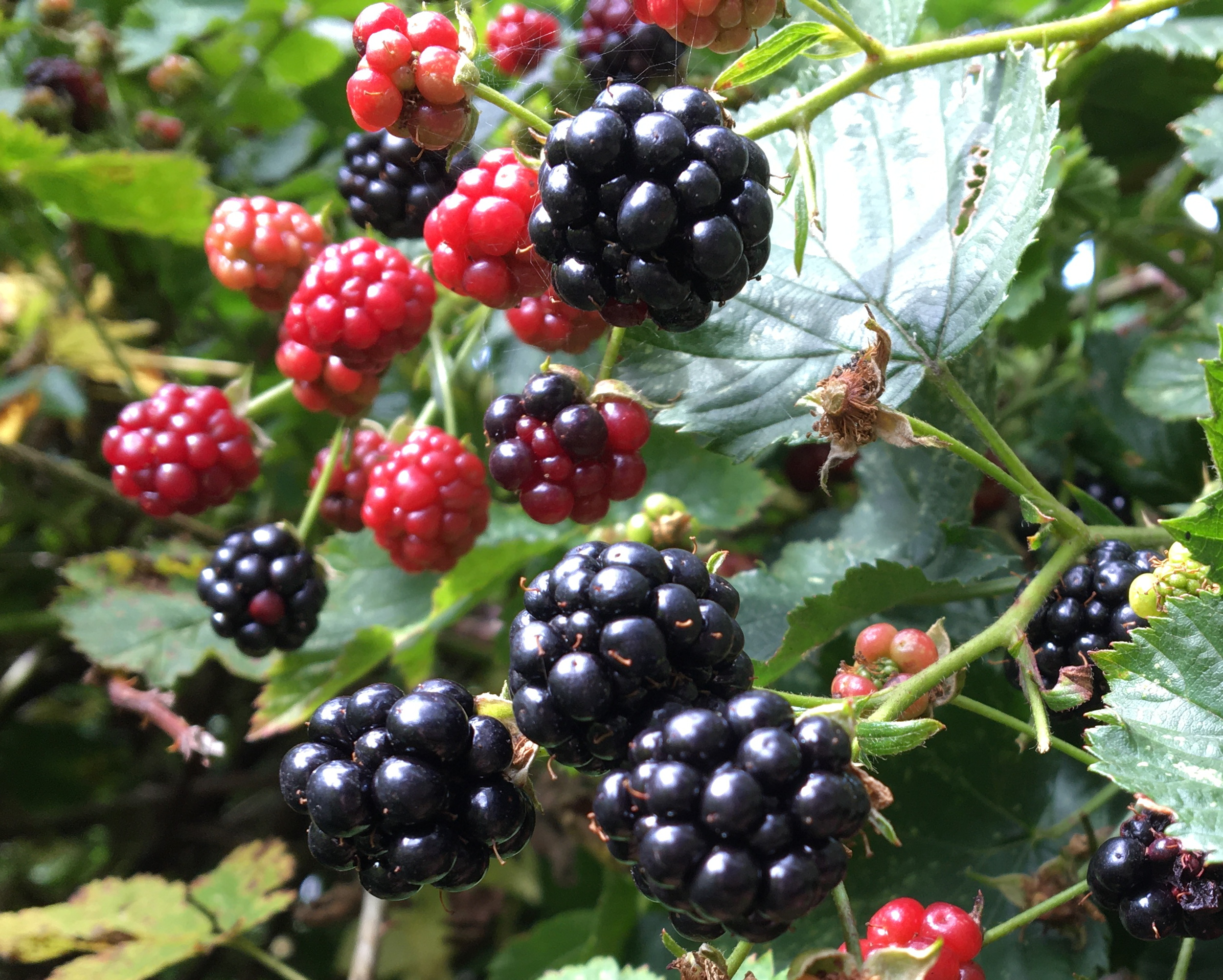
Moras en diferentes etapas de maduración

El término fue utilizado por primera vez en agosto de 2024 por el politólogo Karl-Rudolf Korte en un artículo invitado en el periódico Die Zeit.Fue recogido por numerosos medios de comunicación.A más tardar desde las elecciones estatales en Sajonia y Turingia el 1 de septiembre de 2024, se ha establecido como un término para una posible coalición de gobierno entre la CDU, la BSW y el SPD. Los colores de los partidos (rojo, púrpura, negro) hacen referencia a la mora en sus diferentes etapas de maduración.

## Nivel estatal

### Discusión hasta las elecciones estatales en Turingia (2024)
Ya en el período previo a las elecciones estatales en Turingia y Sajonia en 2024, se discutió una posible alianza entre la CDU, el SPD y la BSW sobre la base de las encuestas. El presidente de la CDU, Friedrich Merz, rechazó inicialmente tal alianza,pero solo quería referirse al gobierno federal.Quiso dar a los líderes estatales de la CDU libertad para una posible cooperación. Tras las elecciones, algunas facciones de la CDU abogaron por una resolución de incompatibilidad con la BSW, lo que haría imposible dicha coalición.Otro obstáculo para la cooperación negro–púrpura–roja es que la BSW quiere participar en las negociaciones sobre el envío de armas a Ucrania y el despliegue de misiles estadounidenses de alcance medio en Alemania, con el fin de obtener un compromiso en contra de ello por parte de un gobierno estatal CDU-BSW-SPD.

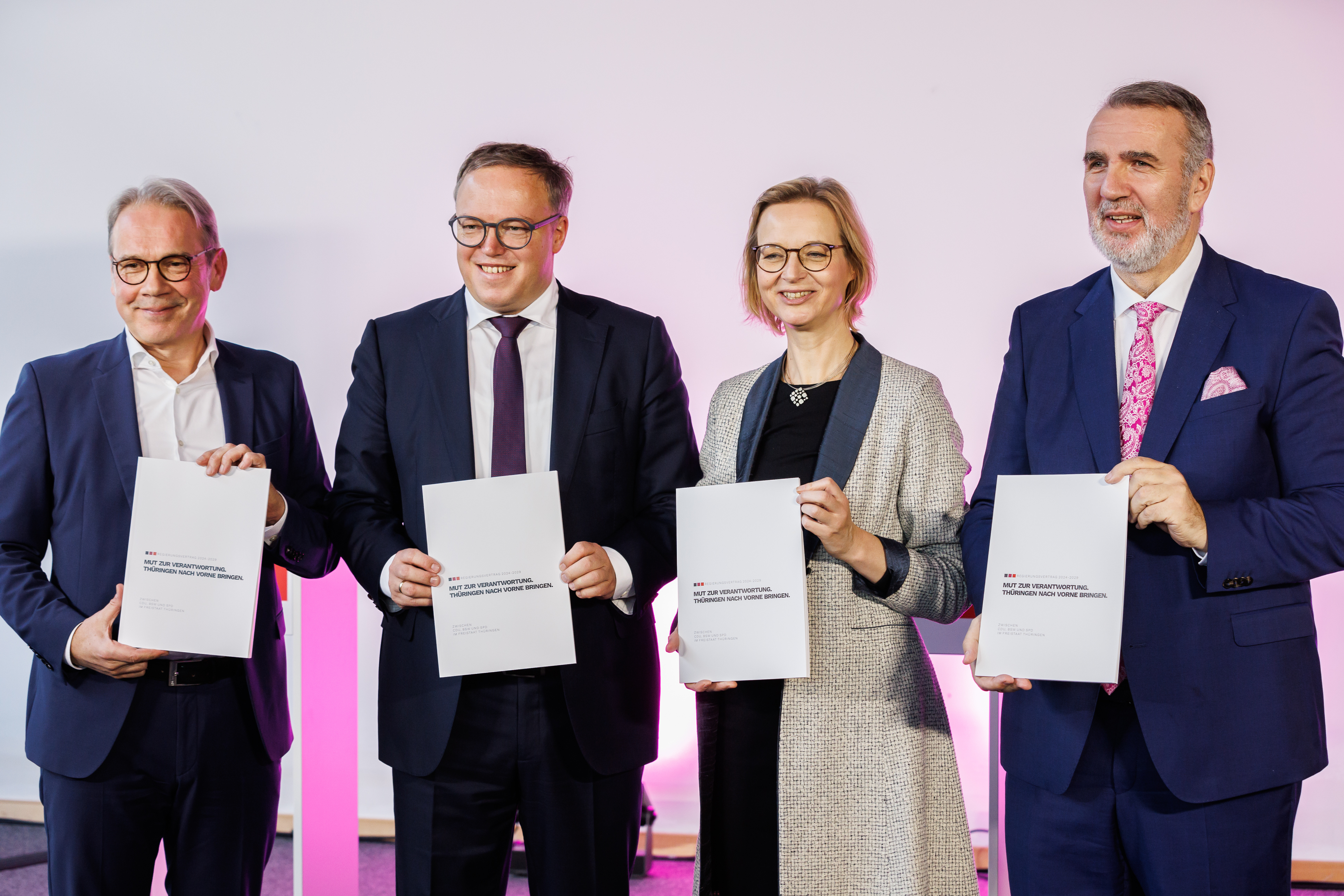
Presentación de la CDU, BSW y SPD del acuerdo de coalición conjunta (Turingia) el 22 de noviembre de 2024.

En Turingia, las discusiones sobre una colaboración negro–púrpura–roja comenzaron cuando se hizo evidente que la Alianza 90/Los Verdes y el Partido Democrático Libre (FDP) no ingresarían al Landtag de Turingia.
Las elecciones estatales de Turingia de 2024 resultaron en un empate para la alianza en la distribución de escaños (44:44), de modo que, aunque no alcanzó la mayoría absoluta por un escaño, no podía ser superada por la oposición. Ante la falta de alternativas (resoluciones de incompatibilidad de la CDU con Alternativa para Alemania [AfD] y La Izquierda), los partidos involucrados iniciaron negociaciones preliminares llamadas "conversaciones sobre opciones" para una posible coalición mora.
Además, el principal candidato de la CDU, Mario Voigt, mantuvo conversaciones con la presidenta de la BSW, Sahra Wagenknecht, en Berlín.A esto le siguió el inicio de las conversaciones exploratorias,y las negociaciones de coalición a partir de finales de octubre de 2024.
El acuerdo de coalición titulado "Valor para asumir responsabilidades. Turingia hacia adelante." se presentó finalmente el 22 de noviembre de 2024.Se considera probable que La Izquierda tolere un gobierno de este tipo sin tener su propia mayoría, por ejemplo, absteniéndose, ya que no se necesitan votos adicionales.
Este punto también distingue la constelación del anterior gobierno en minoría en Turingia bajo el líder de La Izquierda Bodo Ramelow (ver Segundo Gobierno Ramelow). Con la elección de Mario Voigt como Ministro-Presidente de Turingia el 12 de diciembre de 2024, el Gobierno Voigt comenzó su labor como coalición mora en Turingia.

#### Conflictos internos en la BSW
Tras el pobre resultado de la BSW en las elecciones federales alemanas de 2025, Wagenknecht afirmó que la participación de la BSW en el gobierno de Turingia también había sido responsable del fracaso. Wagenknecht acusó a la líder de la organización estatal, Katja Wolf, de ser en parte responsable del bajo desempeño de la BSW en las elecciones federales.
En abril de 2025 se resolvió una lucha de poder de un mes entre la BSW de Turingia y Sahra Wagenknecht. La viceprimera ministra de Turingia, Katja Wolf, permaneció como líder de la organización estatal de la BSW y ganó una candidatura disputada frente a la miembro del parlamento estatal Anke Wirsing, quien contaba con el apoyo de la fundadora del partido, Wagenknecht.

### Discusión hasta las elecciones estatales en Sajonia (2024)
En las elecciones estatales de Sajonia de 2024, que se llevaron a cabo al mismo tiempo que las de Turingia, surgió la posibilidad de una coalición mora, ya que los partidos alcanzaron una mayoría en el landtag recién elegido.El Ministro-Presidente de Sajonia, Michael Kretschmer (CDU), puso este tipo de cooperación en discusión inmediatamente después de las elecciones.Posteriormente, los representantes de los partidos se reunieron para negociaciones llamadas “conversaciones introductorias”.Kretschmer también viajó a Berlín para mantener conversaciones con Sahra Wagenknecht y explorar la posibilidad de una coalición negro–púrpura–roja.Las conversaciones exploratorias comenzaron a finales de octubre de 2024,pero fueron suspendidas temporalmente unos días después por el SPD, porque la BSW en el parlamento estatal había votado junto con la AfD a favor de un comité de investigación sobre el coronavirus.A comienzos de noviembre de 2024, la BSW declaró que las conversaciones exploratorias habían fracasado, ya que no podían llegar a un acuerdo “sobre la fórmula de paz, la política migratoria y la cuestión financiera”.

### Discusión hasta las elecciones estatales en Brandeburgo (2024)
Antes de las elecciones estatales de Brandeburgo de 2024, se había especulado sobre una posible coalición mora, además de la posible mayoría para la continuación de la anterior coalición negro–rojo–verde. La retirada de Los Verdes, La Izquierda y BVB/Votantes Libres del Landtag de Brandeburgo también dio lugar a esta mayoría rojo–púrpura–negra, pero la CDU rechazó conversaciones para tal alianza, ya que el SPD y la BSW por sí solos ya contaban con una mayoría (coalición rojo–púrpura) y la inclusión de la CDU habría llevado a la formación de una coalición sobredimensionada.